# Lewisowski punkt zwrotny
Lewisowski punkt zwrotny (ang. Lewisian Turning Point) - określony przez brytyjskiego ekonomistę Arthura Lewisa moment, w którym kraj rozwijający się w wyczerpuje zasoby niezagospodarowanych pracowników niewykwalifikowanych i musi dokonać przejścia do bardziej rozwiniętej gospodarki.